# 安德魯·魏斯
安德魯·奈维尔·魏斯（英語：Andrew Nowell Wyeth，1917年7月12日—2009年1月16日），又译怀斯，美國當代重要的新寫實主義畫家，以水彩畫和蛋彩畫為主，以貼近平民生活的主題畫聞名，作品已被相當多的博物館、藝廊重視與收藏，包括了美國國家畫廊。

## 生平
魏斯出生於美國賓州的查得佛鎮（Chadds Ford），排行第五，是最小的孩子。由於他幼時體弱多病，所以他的父母親選擇讓他在家中學習，於是魏斯的藝術教育和繪畫啟蒙都來於他知名的插畫家父親，N.C.魏斯（Newell Convers Wyeth），他的一生沒有上過學校。
他最著名的畫作是《克里斯蒂娜的世界》，於1948年完成。此圖畫出的是獨居的克莉斯汀娜·奧森（Christina Olson）在美國緬因州麥田中爬行的背影，因此圖所呈現的孤寂與堅強而讓世人倍受感動。
圖中的房子奧森之家（Olson House）今日已變成緬因州的旅遊景點之一。此畫有三乘四呎。當時畫中的克莉斯汀娜已有57歲。（克莉斯汀娜患有小兒麻痺，死於1969年） 此畫已成為美國的經典代表畫作之一，現由現代藝術博物館收藏。
目前以收藏魏斯作品為主的博物館是范士沃斯博物館（Farnsworth Museum）。位於緬因州的羅克蘭鎮（Rockland）。他的另一幅名作為「海邊的風」（Wind from the Sea）。
2009年1月16日，魏斯於美國的家中病逝，终年91岁。

## 魏斯與黑爾嘉
1986年的8月18日，美國時代雜誌以「秘密的模特兒」為封面標題，登出了魏斯以黑爾嘉（Helga）為模特兒的畫作，並引起關於魏斯的一些評論，
原因是黑爾嘉是魏斯隔壁鄰居的看護（已婚），而這一批240幅的畫作是魏斯瞞著妻子貝西·魏斯（Betsy Wyeth）所繪畫，繪畫時間在1971年到1986年，也就是說，長達有15年的時間，這批畫作都藏在魏斯一個朋友家的閣樓上。畫作中有相當多黑爾嘉的裸體畫與肖像畫，畫面蒼白而且孤寂，深入人心，是魏斯在1969年克莉斯汀娜死後畫風的轉捩點。
據魏斯的說法，當時他瞞著妻子開始以黑爾嘉為模特兒繪畫的原因，是妻子相當不滿他上一個模特兒。

## 參看書籍
- Richard Meryman - Andrew Wyeth : A Secret Life - Publisher: Perennial - 1998；ISBN 0-06-092921-9
- 何政廣 - 美國寫實派大師－魏斯 - 藝術圖書公司出版 - 1996；ISBN 957-9530-46-7

## 外部連結
- Farnsworth Museum （页面存档备份，存于）－英文
- 魏斯生平與畫作 （页面存档备份，存于）－英文
- About.com （页面存档备份，存于）－英文
- 用google看魏斯的畫作[永久]